# Климент (Можаров)
Архимандри́т Кли́мент (в миру Пётр Можаров или Мажаров; ум. 20 сентября 1863, Казань) — архимандрит Русской православной церкви. Был ректором Тверской, Черниговской, Казанской и Орловской духовных семинарий. Магистр богословия.

## Биография
Родился в семье священника Рязанской епархии.
Окончил в Рязанскую духовную семинарию. В 1827 году поступил в Санкт-Петербургскую духовную академию.
По окончании академического курса, 30 сентября 1831 года утверждён в степени магистра богословия и 2 октября определён бакалавром Петербургской духовной академии по кафедре богословских наук.
14 ноября 1831 года пострижен в монашество с именем Климент, преподавал в Санкт-Петербургской академии. 23 ноября того же года рукоположён во иеродиакона, 24 ноября — в иеромонаха.
7 октября 1832 года причислен к соборным иеромонахам Александро-Невской лавры.
В 1833 году около месяца исправлял должность ректора Санкт-Петербскргской академии.
13 октября 1836 года возведён в сан архимандрита.
8 февраля 1837 года утверждён членом академического окружного правления.
21 мая определён членом Санкт-Петербургского духовного цензурного комитета.
17 июня 1838 года утверждён экстраординарным профессором академии.
5 мая 1839 года назначен ректором и профессором богословских наук Орловской духовной семинарии, а также определён настоятелем Мценского Петропавловского монастыря и членом Орловской духовной консистории.
С 9 мая 1843 года — ректор Казанской духовной семинарии и настоятель Казанского Спасо-Преображенского монастыря.
Занимался миссионерской деятельностью, в частности среди кантонистов. Часто выезжали в казармы для бесед с кантонистами, раздавали им миссионерскую литературу, нередко принимали личное участие в судьбах молодых людей. Тем не менее, государство не только не поддерживало, но иногда и ограничивало такую деятельсноть. Так, архимандрита Климента из-за жалоб иудеев на его миссионерскую деятельность власти не раз переводили с места на место, однако он неутомимо продолжал проповедовать евреям везде, куда бы его ни назначали.
24 декабря 1850 года был определён архимандритом Елецкого Успенского монастыря и ректором Черниговской духовной семинарии.
С 31 марта 1852 года — ректор Тверской духовной семинарии и настоятель Тверского Отроча монастыря.
С марта 1853 года — настоятель Воскресенского Новоиерусалимского монастыря.
В 1855 году готовились к торжественной церемонии коронации Императора Александра II. В связи с тем, что после коронации «обыкновенно бывает Высочайшее посещение сего монастыря», митрополит Московский Филарет (Дроздов) в своём письме от 21 октября 1855 году на имя А. И. Карасевского, исполнявшего обязанности обер-прокурора Святейшего Синода, обратил внимание Синода на то, «кто примет сие посещение. Нынешний воскресенский архимандрит, имеет странности. Однажды на царский день он написал проповедь, дав ей содержание наиболее политическое и недовольно овладев предметом. Обращаясь с ставропигиальными не так, как с епархиальными, я сказал ему, что я не взялся бы говорить о таком предмете и не стал бы говорить такой проповеди; и что для нас безопаснее и надежнее, так и сообразнее с нашим долгом работать на своем поле, говорить о вере и нравственности. Он не обратил на сие внимания, говорил проповедь, и меня осуждали за то, что я допустил. Может случиться, что он вздумает приветствовать Государя Императора речью с таким же успехом. О материальном устройстве монастыря он имеет попечение, но братиею несчастлив, и братия им, кажется, также. Один купец с больною женою ездил за ним всюду, где он бывает на службе, поставляя причиною сего то, что архимандрит оказывает больной помощь молитвою. Но кроме того, что не все хорошо поймут сие, знакомство сие, как говорят, имеет то неудобство, что архимандрит, возвращаясь от купца после вечерняго чая, действует в монастыре совсем не так разсудительно и спокойно, как утром. У него замечаются странности и в богослужении. Один богомолец разсказывал, что он, осматривая церковь Воскресенского монастыря, встретил в монахах сперва грубость, а потом за деньги лесть, и будучи соблазнен сим, уехал, не дождавшись литургии. Делом пользы и предосторожности было бы, если бы Св. Синод благоволил дать Воскресенскому монастырю настоятеля, со вниманием к потребностям места избранного».
В 1856 году по прошению уволен покой в Спасо-Преображенский монастырь города Казани.
Скончался 20 сентября 1863 года, похоронен на кладбище Спасо-Преображенского монастыря.

## Сочинения
Автор двух сборников проповедей, пользовавшихся известностью во второй половине XIX века:
- «Год в Новом Иерусалиме, или собрание поучений» (1856)[3]
- «Собрание нескольких слов» (1858).